# Corner Brook
Corner Brook è una città del Canada, nella divisione No. 5 della provincia del Terranova e Labrador.